# Nieves Romero
Nieves Romero (morta en Madrid, el 5 de gener de 1986) va ser una periodista espanyola.
Va destacar sobretot en el món de la ràdio, on va desenvolupar la major part de la seva carrera professional. Va treballar sobretot a Ràdio Nacional d'Espanya i especialment recordades són les seves col·laboracions en espais com el musical Para vosotros, jóvenes i el magazín Fiesta.
A televisió va participar en alguns programes informatius durant la dècada dels setanta, com a Panorama de actualidad, que s'emetia abans del telenotícies de migdia i va presentar amb José Luis Uribarri, Tele-Revista (1975) o Opinión Pública (1978).
A més, entre 1976 i 1977 va compartir amb Pedro Macía la presentació de la tercera edició del Telediario, en un moment especialment important en la història recent d'Espanya, amb la legalització del Partit Comunista d'Espanya i les primeres eleccions democràtiques.
Va rebre un dels Premis Ondas 1971 (Nacionals de Ràdio) a la Millor locutora.